# Natriumformiat
Natriumformiat eller natriummetanoat är ett salt av natrium och myrsyra med formeln NaHCO2.

## Egenskaper
Natriumformiat är som alla formiater basisk och utsöndrar hydroxidjoner (OH–) när det löses i vatten.
{\displaystyle {\rm {HCOO^{-}+H_{2}O\ \leftrightharpoons HCOOH+OH^{-}}}}
När natriumformiat hettas upp omvandlas det till natriumoxalat (Na2C2O4) och vätgas (H2).
{\displaystyle {\rm {2\ NaHCO_{2}\rightarrow Na_{2}C_{2}O_{4}+H_{2}}}}

## Framställning
Industriellt framställs natriumformiat genom att kolmonoxid (CO) och natriumhydroxid (NaOH) får reagera med varandra under högt tryck och hög temperatur (160 – 210 °C).
{\displaystyle {\rm {NaOH+CO\rightarrow NaHCO_{2}}}}
För laboratoriebruk framställs det enklare genom att reagera kloroform (CHCl3) med natriumhydroxid löst i alkohol.
{\displaystyle {\rm {CHCl_{3}+4\ NaOH\rightarrow NaHCO_{2}+3\ NaCl+2\ H_{2}O}}}
En annan metod är att reagera kloralhydrat (CCl3CH(OH)2) med natriumhydroxid löst i vatten.
{\displaystyle {\rm {C_{2}HCl_{3}(OH)_{2}+NaOH\rightarrow CHCl_{3}+NaHCO_{2}+H_{2}O}}}
Fördelen med den metoden är att den kloroform som bildas som restprodukt inte är vattenlöslig och därför lättare kan filtreras bort än natriumklorid.

## Användning
Natriumformiat kan användas för att framställa myrsyra (HCOOH).
{\displaystyle {\rm {2\ NaHCOO+H_{2}SO_{4}\rightarrow 2\ HCOOH+Na_{2}SO_{4}}}}
Det används också för framställning av oxalsyra (C2O2(OH)2) via natriumoxalat (se ovan).